# 高峰号训练舰
高峰号航海训练舰（舷号：937）是中国为阿尔及利亚海军建造的第一艘远洋航海训练舰，以中国海军的郑和号训练舰为蓝本建造。于2005年3月11日由上海求新造船厂下水，2006年8月16日建造完毕正式服役，用于阿尔及利亚海军学员远洋航海训练，被阿尔及利亚海军誉为“摇篮”。
高峰号远洋航海训练舰舰长132.07米、舰宽16.1米，满载时排水量略小于“郑和”舰，最大航速22节，可连续航行10000海里，自持力为30昼夜，可承载170名船员以及30名老师和200名军校学员，学员可同时进行多科目的海上实习训练。舰上设有卫星导航仪和全球定位系统等先进设备，以及全自动火炮、机枪等武器装备，教学、通信、机电、生活、医疗设施齐全，并设教学指挥中心和教学彩色闭路电视系统等。